# NXPH1
NXPH1‏ (Neurexophilin 1) هوَ بروتين يُشَفر بواسطة جين NXPH1 في الإنسان.
هذا الجين عضو في عائلة نيوريكسوفيلين ويشفر بروتينًا إفرازيًا بنطاق نهاية أمينية متغيرة، ونطاق مركزي محفوظ للغاية ومُغلَّف بالجليكوزيلات، ومنطقة رابط قصيرة، ونطاق نهاية كربوكسيلية غنية بالسيستين. يشكل هذا البروتين معقدًا محكمًا للغاية مع ألفا نيوريكسين، وهي مجموعة من البروتينات التي تعزز الالتصاق بين الزائدة الشجرية والمحاور العصبية.